# Agelena injuria
Agelena injuria là một loài nhện trong họ Agelenidae.
Loài này thuộc chi Agelena. Agelena injuria được Irving Fox miêu tả năm 1936.